# Giaura leucopasa
Giaura leucopasa är en fjärilsart som beskrevs av George Francis Hampson 1914. Giaura leucopasa ingår i släktet Giaura och familjen trågspinnare. Inga underarter finns listade i Catalogue of Life.